# Cannabis en Tunisie

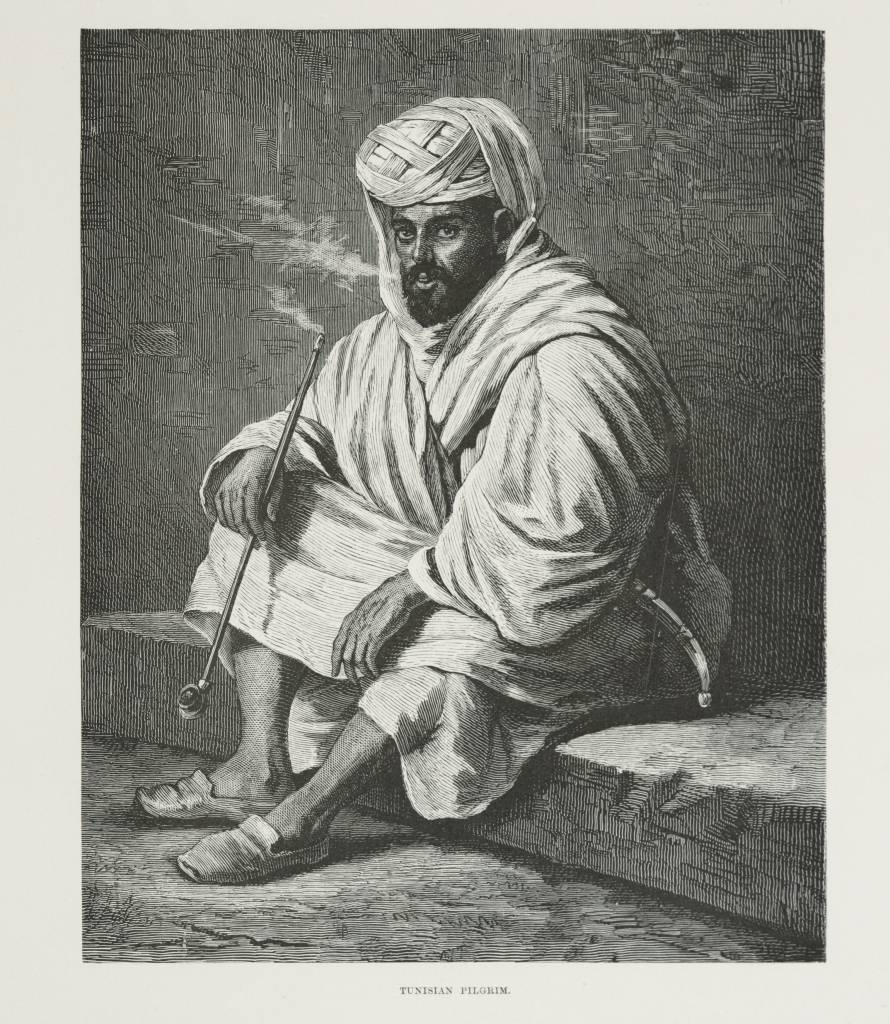
Pèlerin tunisien en 1878.

Le cannabis en Tunisie, également connu sous le nom de zatla à l'échelle nationale ou takrouri à l'échelle régionale, est illégal depuis 1953.

## Histoire
Il est soupçonné d'avoir été introduit dans la Tunisie actuelle durant les invasions arabes entre le IXe siècle et le XIIe siècle.
Il est interdit dans le pays par le décret du 23 avril 1953.
La loi 52 sur les stupéfiants, en vigueur à partir de 1992, punit de prison ferme la détention et la consommation de cannabis. Le 26 avril 2017, l'Assemblée des représentants du peuple vote la suppression de toute condamnation automatique à la prison ferme pour détention ou consommation de stupéfiants, à commencer par le cannabis.

## Réglementation
Utiliser ou posséder du cannabis est passible d'un à cinq ans de prison et de 1 000  à   3 000 dinars d'amende. En vendre, en transporter ou en cultiver est passible de six à 25 ans de prison et de 5 000  à   100 000 dinars d'amende.
La Tunisie utilise toujours l'analyse d'urine pour prouver les cas d'utilisation en l'absence de possession. Si celle-ci donne un résultat en dessous de vingt nanogrammes par litre, une personne peut être accusée de consommation par inhalation, passible de six mois de prison,.